# Медісон (містечко, Вісконсин)
Медісон (англ. Madison) — місто (англ. town) в США, в окрузі Дейн штату Вісконсин. Населення — 6236 осіб (2020).

## Демографія
Згідно з переписом 2010 року, у місті мешкало 6279 осіб у 2852 домогосподарствах у складі 1212 родин. Було 3069 помешкань
Расовий склад населення:
| - 54,6 % — білих - 20,1 % — чорних або афроамериканців - 5,9 % — азіатів - 0,9 % — корінних американців - 13,7 % — осіб інших рас |

До двох чи більше рас належало 4,8 %. Частка іспаномовних становила 28,0 % від усіх жителів.
За віковим діапазоном населення розподілялося таким чином: 23,2 % — особи молодші 18 років, 72,4 % — особи у віці 18—64 років, 4,4 % — особи у віці 65 років та старші. Медіана віку мешканця становила 28,6 року. На 100 осіб жіночої статі у місті припадало 110,9 чоловіків;  на 100 жінок у віці від 18 років та старших — 109,8 чоловіків також старших 18 років.
Середній дохід на одне домашнє господарство  становив 46 399 доларів США (медіана — 36 641), а середній дохід на одну сім'ю — 54 633 долари (медіана — 40 560). Медіана доходів становила 34 391 долар для чоловіків та 32 036 доларів для жінок. За межею бідності перебувало 31,7 % осіб, у тому числі 46,7 % дітей у віці до 18 років та 23,1 % осіб у віці 65 років та старших.
Цивільне працевлаштоване населення становило 3725 осіб. Основні галузі зайнятості: освіта, охорона здоров'я та соціальна допомога — 28,1 %, мистецтво, розваги та відпочинок — 14,7 %, науковці, спеціалісти, менеджери — 13,5 %.